# Gorre (Fluss)
Die Gorre ist ein Fluss in Frankreich, der in der Region Nouvelle-Aquitaine verläuft. Sie entspringt unter dem Namen Ruisseau de l’Étang de Mas, beim Weiler Le Pré du Lac, im Gemeindegebiet von Pageas, entwässert generell Richtung Nordwest durch den Regionalen Naturpark Périgord-Limousin und mündet nach rund 39 Kilometern an der Gemeindegrenze von Saillat-sur-Vienne und Chassenon als linker Nebenfluss in die Vienne. Auf seinem Weg durchquert die Gorre das Département Haute-Vienne und mündet an der Grenze zum benachbarten Département Charente.

## Orte am Fluss
(Reihenfolge in Fließrichtung)
- La Grande Veyssière, Gemeinde Pageas
- Curmont, Gemeinde Champsac
- Gorre
- Saint-Laurent-sur-Gorre
- Gorrentie, Gemeinde Saint-Cyr
- Saint-Auvent
- L’Age, Gemeinde Saint-Auvent
- Les Ardilloux, Gemeinde Saint-Junien
- La Croix de Cramaux, Gemeinde Chaillac-sur-Vienne
- Le Breuil de Gorre, Gemeinde Rochechouart
- Saillat-sur-Vienne

## Sehenswürdigkeiten
- Pont de Lascaut, mittelalterliche Brücke über den Fluss im Ortsgebiet von Saint-Auvent – Monument historique[4]